# FASTKD3
FASTKD3‏ (FAST kinase domains 3) هوَ بروتين يُشَفر بواسطة جين FASTKD3 في الإنسان.